# Mentocrex beankaensis
Mentocrex beankaensis — вид журавлеподібних птахів родини Sarothruridae.

## Систематика
Вид описаний з самця, спійманого у 2009 році, та молодої самиці, спійманої у 2001 році, які спершу вважалися представниками виду Mentocrex kioloides.

## Поширення
Ендемік Мадагаскару. Поширений у сухих карстових регіонах цінгі на заході країни. Виявлений в карстових масивах Беанка та Бемараха. Ареал виду цягає 125 км завдовжки та до 5 км завширшки.